# Lista de colônias alemãs no Brasil
Esta é uma lista incompleta de colônias alemãs no Brasil:
| Nome                            | Fundação | Fundador                                    | Categoria | Estado |
| ------------------------------- | -------- | ------------------------------------------- | --------- | ------ |
| Salvador                        | 1808     |                                             | Urbana    | BA     |
| Rio de Janeiro                  | 1809     |                                             | Urbana    | RJ     |
| Leopoldina                      | 1818     | Jorge G. Freyreiss João Martinho Flack      | Rural     | BA     |
| São Jorge dos Ilhéus            | 1818     | Pedro Weyll                                 | Rural     | BA     |
| Frankental                      | 1819     | Georg Anton von SchäfferJoão Martinho Flack | Rural     | BA     |
| Nova Friburgo                   | 1820     | Sébastien N. Gachet                         | Rural     | RJ     |
| Nova Friburgo                   | 1824     | Pastor Friedrich Oswald Sauerbronn          | Rural     | RJ     |
| São Leopoldo                    | 1824     | Dom Pedro I                                 | Rural     | RS     |
| São João das Missões            | 1825     | José Feliciano Fernandes Pinheiro           | Rural     | RS     |
| Três Forquilhas                 | 1825     | José Feliciano Fernandes Pinheiro           | Rural     | RS     |
| São Pedro de Alcântara          | 1826     | José Feliciano Fernandes Pinheiro           | Rural     | RS     |
| Catucá                          | 1826     |                                             | Urbana    | PE     |
| Santa Amélia                    | 1828     |                                             | Rural     | PE     |
| São Pedro de Alcântara          | 1829     |                                             | Rural     | SC     |
| Rio Negro                       | 1829     | Nicolau Bley (Luxemburguês)                 | Rural     | PR     |
| Santo Amaro                     | 1829     |                                             | Rural     | SP     |
| Itapecirica                     | 1829     |                                             | Rural     | SP     |
| Vargem Grande                   | 1837     |                                             | Rural     | SC     |
| Petrópolis                      | 1845     | Júlio Frederico Koeler                      | Rural     | RJ     |
| Mundo Novo                      | 1846     | Tristão José Monteiro                       | Rural     | RS     |
| Santa Isabel                    | 1847     |                                             | Rural     | ES     |
| Piedade                         | 1847     |                                             | Rural     | SC     |
| Santa Isabel                    | 1847     |                                             | Rural     | SC     |
| Leopoldina                      | 1848     |                                             | Rural     | ES     |
| Caí                             | 1848     | Santos Guimarães                            | Rural     | RS     |
| Santa Cruz                      | 1849     | Soares de Andrea                            | Rural     | RS     |
| São Paulo de Blumenau           | 1850     | Hermann Blumenau                            | Rural     | SC     |
| Colônia Dona Francisca          | 1851     | Christian Mathias Schroeder                 | Rural     | SC     |
| Superagüi                       | 1852     | Charles Perret-Gentil                       | Rural     | PR     |
| Estrela                         | 1853     | Vitorino José Ribeiro                       | Rural     | RS     |
| Militar Santa Teresa            | 1853     |                                             | Rural     | SC     |
| Teófilo Otoni                   | 1856     | Teófilo Benedito Ottoni                     | Rural     | MG     |
| Santo Ângelo                    | 1857     | Ângelo Muniz da Silva Ferraz                | Rural     | RS     |
| Santa Maria da Soledade         | 1857     | Montravel Silveiro & Cia.                   | Rural     | RS     |
| São Feliciano                   | 1857     |                                             | Rural     | RS     |
| Santa Leopoldina                | 1857     |                                             | Rural     | ES     |
| Teutônia                        | 1858     | Carlos Arnt                                 | Rural     | RS     |
| Juiz de Fora                    | 1858     | Mariano Procópio Ferreira Lage              | Rural     | MG     |
| São Lourenço do Sul             | 1858     | Jacob Rheingantz                            | Rural     | RS     |
| Nova Petrópolis                 | 1858     | Ângelo Muniz da Silva Ferraz                | Rural     | RS     |
| Assungui                        | 1860     | Pedro de Alcântara Buarque                  | Rural     | PR     |
| Brusque                         | 1860     | Maximilian de Schneeburg                    | Rural     | SC     |
| Theresópolis                    | 1860     |                                             | Rural     | SC     |
| Taquara                         | 1813     |                                             | Rural     | RS     |
| Rolante                         |          |                                             | Rural     | RS     |
| Gramado                         |          |                                             | Rural     | RS     |
| Roca Sales                      |          |                                             | Rural     | RS     |
| Arroio do Meio                  |          |                                             | Rural     | RS     |
| Lajeado (Fazenda Conventos)     | 1861     | Antônio Fialho de Vargas                    | Rural     | RS     |
| Venâncio Aires                  |          |                                             | Rural     | RS     |
| Candelária                      |          |                                             | Rural     | RS     |
| Barão do Triunfo                |          |                                             | Rural     | RS     |
| Rio Novo                        | 1866     |                                             | Rural     | ES     |
| Colônia Argelina                | 1869     |                                             | Rural     | PR     |
| Colônia Pilarzinho              | 1870     |                                             | Rural     | PR     |
| Colônia São Venâncio            | 1871     |                                             | Rural     | PR     |
| Colônia Abranches               | 1873     |                                             | Rural     | PR     |
| São Bento do Sul                | 1873     |                                             | Rural     | SC     |
| Hansa (atual Corupá)            |          |                                             | Rural     | SC     |
| Ibirama                         |          |                                             | Rural     | SC     |
| Muniz                           | 1873     |                                             | Rural     | BA     |
| Colônia Lamenha                 | 1876     |                                             | Rural     | PR     |
| Colônia Riviere                 | 1877     |                                             | Rural     | PR     |
| Colônia Terra Nova              | 1877     |                                             | Rural     | PR     |
| Colônia Marienthal              | 1877     |                                             | Rural     | PR     |
| Colônia Octavio, Linha Taquari  | 1878     |                                             | Rural     | PR     |
| Colônia Virmond                 | 1878     |                                             | Rural     | PR     |
| Colônia Quero-Quero             | 1878     |                                             | Rural     | PR     |
| Colônia Papagaios Novos         | 1878     |                                             | Rural     | PR     |
| Colônia Nossa Senhora do Lago   | 1878     |                                             | Rural     | PR     |
| Colônia Pugas                   | 1878     |                                             | Rural     | PR     |
| Colônia Sinimbú                 | 1878     |                                             | Rural     | PR     |
| Colônia Johannesdorf            | 1878     |                                             | Rural     | PR     |
| Colônia Santa Leopoldina        | 1879     |                                             | Rural     | PR     |
| Jaraguá                         | 1879     |                                             | Rural     | SC     |
| Colônia Jaguari                 | 1888     | José Manoel de Siqueira Couto               | Rural     | RS     |
| Nova Palmeira (Araricá)         | 1890     | Barão de Jacuí                              | Rural     | RS     |
| Colônia Santa Leopoldina        | 1891     |                                             | Rural     | PR     |
| Colônia Nova Galicia            | 1896     |                                             | Rural     | PR     |
| Neu-Wüttemberg                  | 1899     | Hermann Meyer & Cia                         | Rural     | RS     |
| Ivaí                            |          |                                             | Rural     | PR     |
| João Pinheiro                   | 1907     |                                             | Rural     | MG     |
| Iraty                           | 1908     |                                             | Rural     | PR     |
| Cruz Machado                    | 1910     |                                             | Rural     | PR     |
| Inconfidência                   | 1910     |                                             | Rural     | MG     |
| Colônia Álvaro da Silveira      | 1920     | Artur Bernardes                             | Rural     | MG     |
| Colônia David Campista          | 1921     | Artur Bernardes                             | Rural     | MG     |
| Francisco Sá                    | 1923     |                                             | Rural     | MG     |
| Padre José Bento                | 1924     |                                             | Rural     | MG     |
| Colônia São Miguel              | 1924     |                                             | Rural     | PR     |
| Uvá                             | 1924     |                                             | Rural     | GO     |
| Fazenda Almado                  |          |                                             | Rural     | BA     |
| Cândido Abreu                   |          |                                             | Rural     | PR     |
| Itacará                         | 1930     | Otávio Mangabeira                           | Rural     | BA     |
| Roland (Rolândia)               | 1933     | Oswaldo Nixdorf                             | Rural     | PR     |
| Dantzig                         | 1939     | Joseph von Burgund                          | Urbana    | RS     |
| Colônia Marechal Cândido Rondon | 1950     |                                             | Rural     | PR     |
| Colônia Vitória                 | 1951     |                                             | Rural     | PR     |
| Colônia Samambaia               | 1951     |                                             | Rural     | PR     |
| Colônia Cachoeira               | 1951     |                                             | Rural     | PR     |
| Colônia Socorro                 | 1951     |                                             | Rural     | PR     |
| Colônia Jordãozinho             | 1951     |                                             | Rural     | PR     |
| Witmarsum                       | 1951     |                                             | Rural     | PR     |
| Campinas                        |          |                                             | Rural     | SP     |
| Friedburg                       |          |                                             | Rural     | SP     |
| Pires de Limeira                |          |                                             | Rural     | SP     |
| Kirchdorf                       |          |                                             | Rural     | SP     |
| Monte Mor                       |          |                                             | Rural     | SP     |
| Rio Claro                       |          |                                             | Rural     | SP     |
| Ibicaba de Limeira              |          | Senador Vergueiro                           | Rural     | SP     |
| Santos-São Vicente              |          |                                             | Rural     | SP     |
| São Paulo                       |          |                                             | Rural     | SP     |
| Teodoro                         |          | Egaz M. B. Aragão                           | Rural     | BA     |
| Santa Rosa                      |          |                                             | Rural     | RS     |
| Santo Cristo                    |          |                                             | Rural     | RS     |
| Santa Justa                     |          |                                             | Rural     | RJ     |
| Independência                   |          |                                             | Rural     | RJ     |